# Seal Island (ö i Australien, Western Australia, lat -34,38, long 115,16)
Seal Island är en ö i Australien. Den ligger i delstaten Western Australia, omkring 280 kilometer söder om delstatshuvudstaden Perth.